# Paroxysmen (vals)
Paroxysmen, op. 189, är en vals av Johann Strauss den yngre. Den spelades första gången den 20 januari 1857 i Sofiensäle i Wien.

## Historia
Valsen var skriven till medicinstudenternas karnevalsbal 1857 och tillägnades också dessa studenter. Titeln kommer lämpligen från det medicinska området. Med paroxysm menas en allvarlig kris i samband med en sjukdom, som i bästa fall föregår början av läkningen. Valsen och titeln kompletterar varandra, och än en gång visade Strauss sin genialitet med att introducera variation i den formella ramen för en vals i trefjärdedelstakt. Valsens inledningstakter är något svårmodigt medan resten av inledningen övergår i en mer dämpad sektion. Denna humörsvängning ska representera paroxysmens intensiva symptom och fortsätter genom hela verket med stora musikpassager som avbryts av kontrasterande tonarter. I slutet får tre kraftfulla slag av tamtam symbolisera det slutliga klimax som därmed övervinner själva paroxysmen.

## Om valsen
Speltiden är ca 8 minuter och 20 sekunder plus minus några sekunder beroende på dirigentens musikaliska tolkning.

## Weblänkar
- Paroxysmen i Naxos-utgåvan.